# Paramesotriton caudopunctatus
Paramesotriton caudopunctatus — вид хвостатих земноводних з роду Парамезотритон родини саламандрові.

## Розповсюдження
Саламандра є ендеміком Китаю. Цей вид відомий на південний схід від міста Чунцін, на південному заході провінції Хунань, Гуйчжоу, на сході Гуансі в Центральному Китаї, на висоті 500–1800 м над рівнем моря. Ймовірно, поширений ширше. Його природними місцями проживання є субтропічні або тропічні вологі низинні ліси і невеликі річки.